# Махлака Малах
Махлака Малах (перс.  مه‌لقا ملاح); 1917 — 2021) била је иранска еколошка активисткиња и библиотекарка. Оснивач је Женског друштва против загађења животне средине.

## Биографија
Рођена је у караван-сарају поред Нокандеа док су њени родитељи путовали из Техерана у свети град Машхад. Њен отац, Ага Бозорг Малах, по занимању државни чиновник због природе посла често се селио. Мајка, Хадиџа Афзал-Вазири, бавила се екологијом, а бака са мајчине стране била је Биби Ханум Астарабади. За Хосеина Аболхасанија, запосленог у Министарству образовања, удала се у својој 17. години. Међутим, да би наставила студије одлази код тетке у Техеран, јер провинцијски градови нису омогућавали девојкама образовање више од основног нивоа. На Техеранском универзитету студирала је филозофију, друштвене науке и социологију и ту је 1958. године стекла звање магистра друштвених наука. Након тога 1966. године добија стипендију за докторат из социологије на Универзитету Сорбона у Паризу (Француска). Докторирала је 1968. године, а за време боравка у Паризу, у француској националној библиотеци завршила је курс из библиотечког менаџмента. Након докторирања вратила се у Иран и запослила у библиотеци Института за психологију Техеранског универзитета. Ту је радила до 1977. године када се пензионисала, а након тога посебно се посветила борби против загађења животне средине. Преминула је 8. новембра 2021. у 104. години.

## Заштита животне средине
У библиотеци у којој је Махлака радила књиге су поручивали из иностранства. Тема једне од књига била је опасност од загађења животне средине људским деловањем. Књига ју је толико импресионирала да је одлучила да се и сама посвети заштити животне средине. Научила је све што је могла о животној средини и све то пренела својој породици. Важан чинилац у њеној борби за очување животне средине било је искуство њене породице и како је сама рекла:
| „ | Моја мајка је била еколошка активисткиња пре мене, и колико се сећам, наша кућа није производила смеће. Свако у породици морао је да пронађе решење за своје смеће. Кували смо тек толико да наша породица има да поједе, остатке смо давали комшијама, а све што је остало кози коју смо држали. Понекад бисмо остацима хранили и кокошке. Користили смо врло мало пластике или картона. | ” |

Након почетног одушевљења питањима заштите животне средине, Махлака је и практично почела да сарађује са шефом новоформираног Института за заштиту животне средине Ирана. После пензионисања 1977. године била је активна у истраживачким пројектима који су проучавали загађење воде и ваздуха у Техерану. На неки начин борба против загађења животне средине постаје њена животна мисија. Њен рад пореметио је рат између Ирана и Ирака 1980-их, али по окончању сукоба она наставља са својим активностима. Као круну њеног рада на очувању животне средине 30. априла 1995. године објавила је оснивање Женског друштва против загађења животне средине. Друштво, као невладина организација, сада има огранке у преко 14 градова и омогућило је процес рециклирања за више од 25.000 породица. У 2009. години Друштво је у извештају под насловом Права на воду указало на потребу очувања мочварних станишта у Ирану. Последњих година живота, иако везана за инвалидска колица, остала је активна у заштити животне средине. Названа је еко-феминисткињом јер је веровала у битну улогу жена у заштити животне средине, а њен мото је био:
| „ | Заштита животне средине почиње са сваким од нас. | ” |

## Остало
Махлака је била главна уредница часописа Плач земље и месечника Жене, Земља и животна средина. Документарни филм о њеном животу редитеља Рахшана Баниетемада под називом Све моје дрвеће појавио се 2015. године.